# Olost
Olost – gmina w Hiszpanii, w prowincji Barcelona, w Katalonii, o powierzchni 29,03 km². W 2011 roku gmina liczyła 1188 mieszkańców.
W 2015 r. Gmina głosowała za dołączeniem do proponowanej nowej wyspy Lluçanès, ale plan został zawieszony z powodu niewystarczającego wsparcia.